# Heradsbygd
Heradsbygd är en tätort och kyrkby i Elverums kommun i Innlandet fylke i östra Norge. Orten ligger vid riksväg 2, Solørbanan och älven Glomma, cirka nio kilometer söderut från kommunens centralort Elverum. Här finns Heradsbygds kyrka.

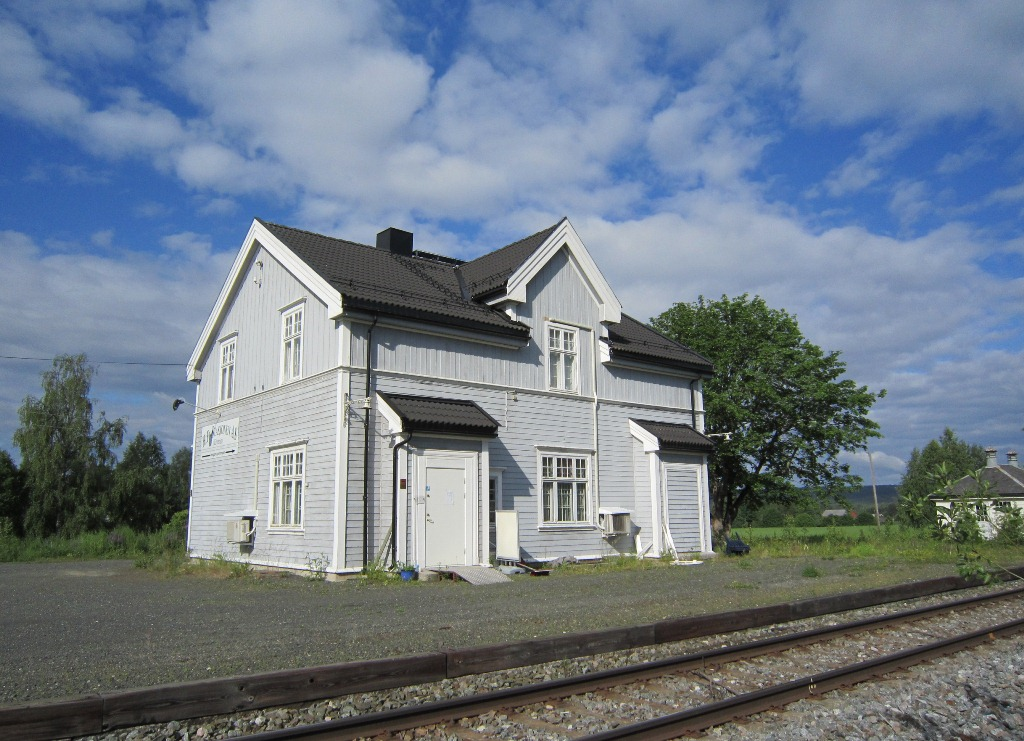
Heradsbygds station.